# Koziki (województwo podlaskie)
Koziki – wieś w Polsce położona w województwie podlaskim, w powiecie łomżyńskim, w gminie Śniadowo.
Miejscowość jest trzecią pod względem powierzchni miejscowością w gminie po Śniadowie i Szczepankowie.
Dawniej dwie wsie – Koziki-Wądołowo Szlacheckie i Koziki-Wądołowo Włościańskie.
Wierni kościoła rzymskokatolickiego należą do parafii św. Antoniego Padewskiego w Stawiskach lub do parafii Wniebowzięcia Najświętszej Maryi Panny w Śniadowie.

## Historia
W latach 1921 – 1939 wsie leżały w województwie białostockim, w powiecie łomżyńskim, w gminie Śniadowo.
Według Powszechnego Spisu Ludności z 1921 roku wieś:
- Koziki-Wądołowo Szlacheckie zamieszkiwało 117 osób w 22 budynkach mieszkalnych
- Koziki-Wądołowo Włościańskie zamieszkiwało 39 osób w 6 budynkach mieszkalnych[9].

Miejscowości należały do parafii rzymskokatolickiej w Śniadowie. Podlegała pod Sąd Grodzki i Okręgowy w Łomży; właściwy urząd pocztowy mieścił się w Śniadowie.
W wyniku napaści ZSRR na Polskę we wrześniu 1939 miejscowość znalazła się pod okupacją sowiecką. Od czerwca 1941 roku pod okupacją niemiecką. Od 22 lipca 1941 do 1945 włączona w skład Landkreis Lomscha, Bezirk Bialystok III Rzeszy. W latach 1975–1998 miejscowość administracyjnie należała do województwa łomżyńskiego.